# Chlorophyllum molybdites
Chlorophyllum molybdites är en svampart som först beskrevs av G. Mey., och fick sitt nu gällande namn av George Edward Massee 1898. Chlorophyllum molybdites ingår i släktet Chlorophyllum och familjen Agaricaceae.  Arten är reproducerande i Sverige. Inga underarter finns listade i Catalogue of Life.

## Källor

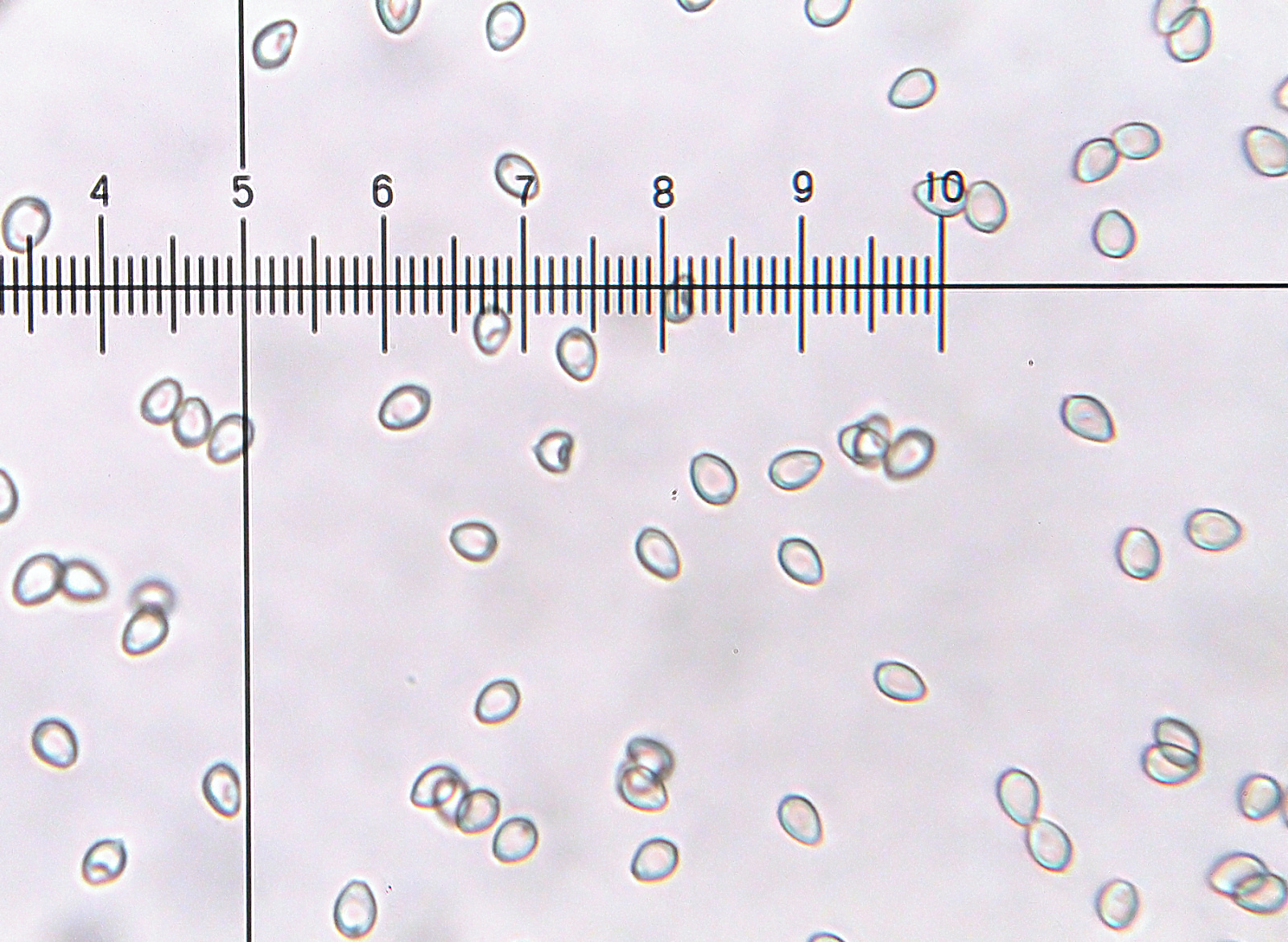
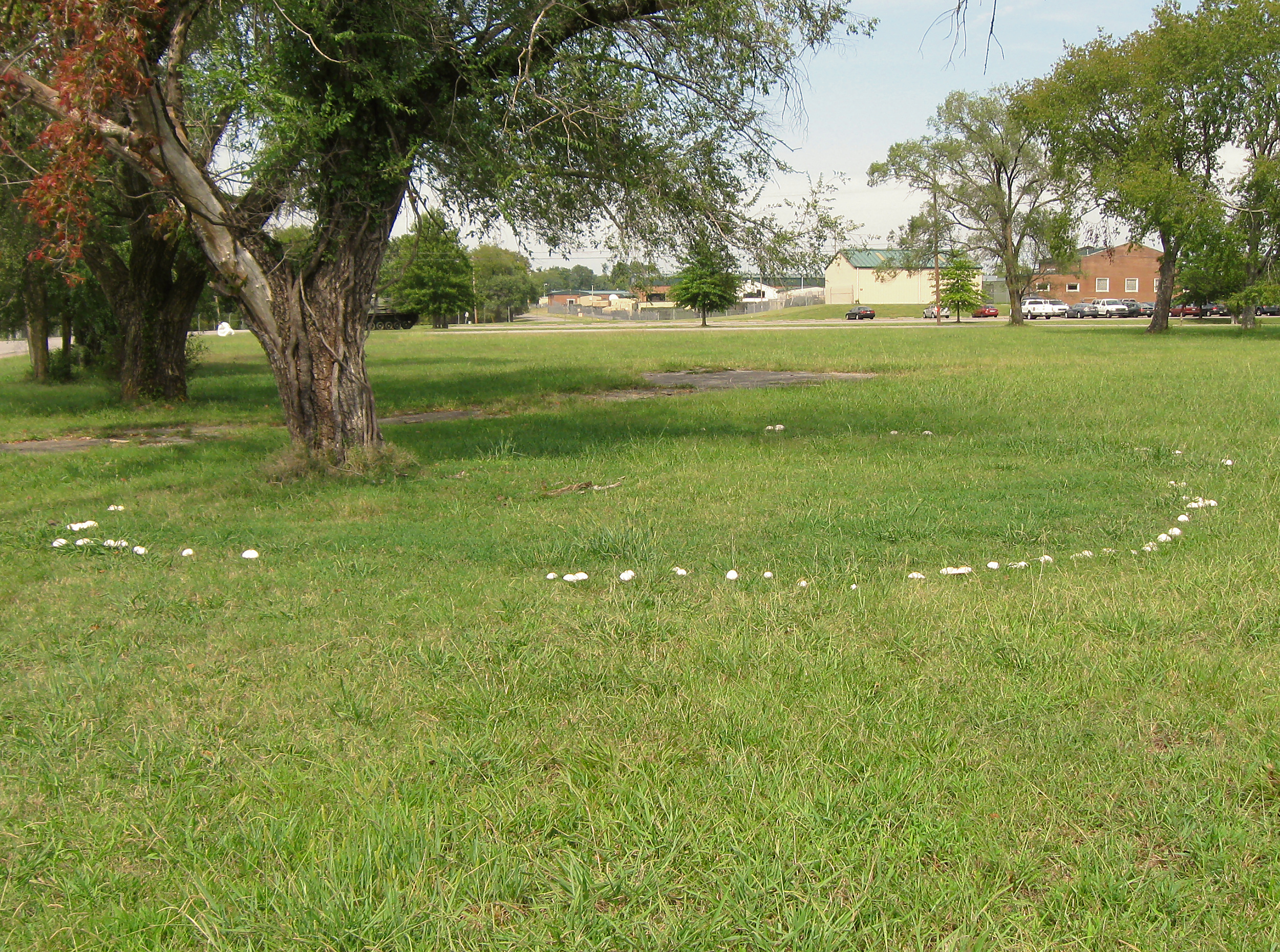
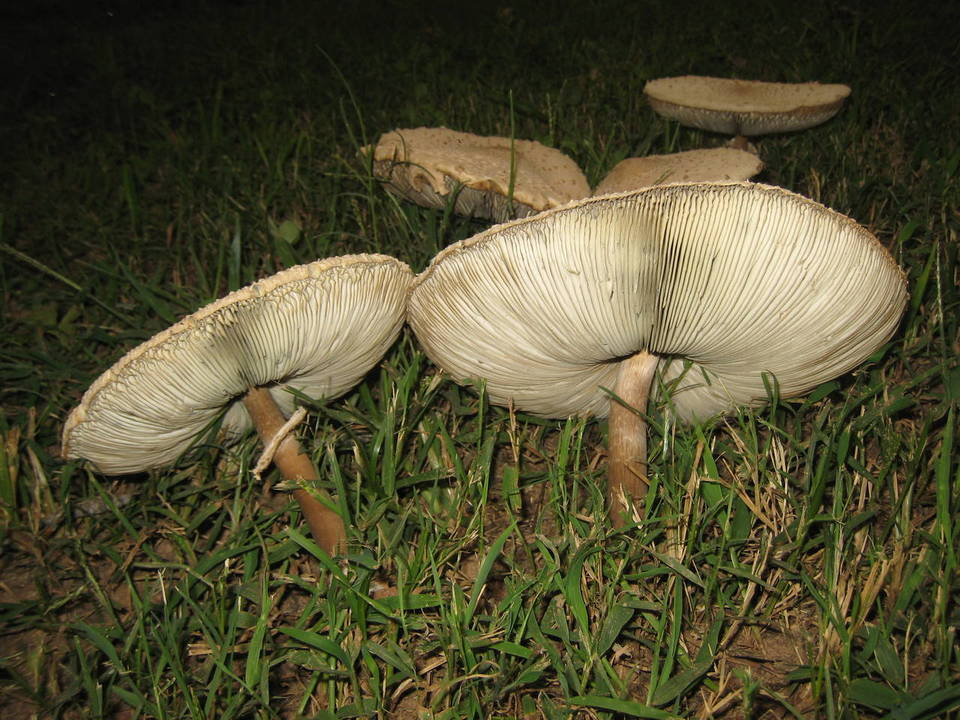
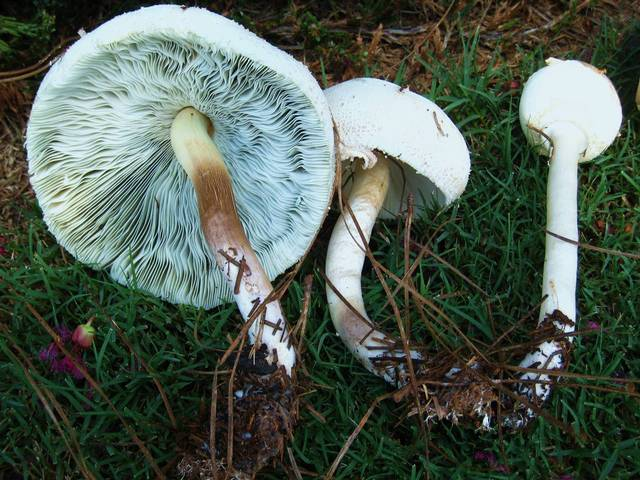
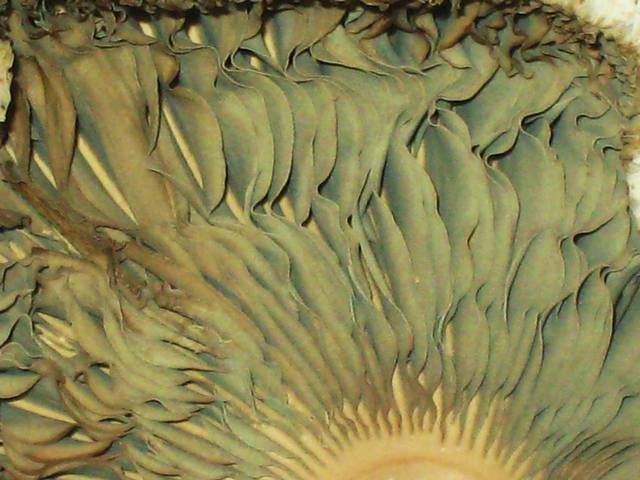
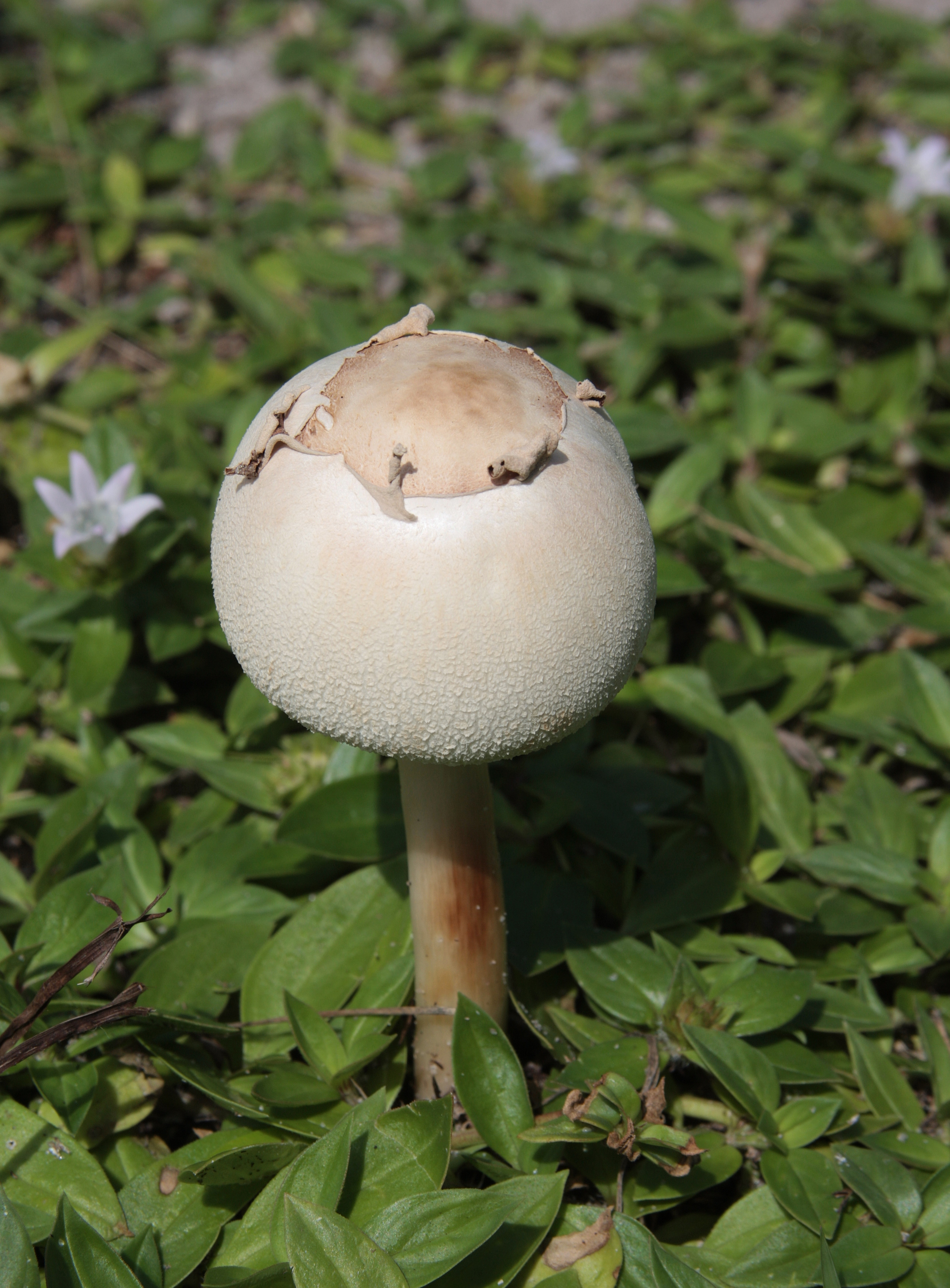